# Хойхельхайм-Клинген
Хойхельхайм-Клинген (нем. Heuchelheim-Klingen) — коммуна в Германии, в земле Рейнланд-Пфальц. 
Входит в состав района Южный Вайнштрассе. Подчиняется управлению Ландау-Ланд.  Население составляет 924 человека (на 31 декабря 2010 года). Занимает площадь 7,38 км².
Коммуна подразделяется на 2 сельских округа.